# Trycherus
Trycherus es un género de coleóptero de la familia Endomychidae. Las larvas de Trycherus se aliemntan de líquenes y se presume que los adultos son micófagos, aunque aún no se ha establecido con claridad. La lista de especies de este género es la siguiente:
- Trycherus aberrans
- Trycherus angolensis
- Trycherus appendiculatus
- Trycherus ardoini
- Trycherus arrowi
- Trycherus attenuatus
- Trycherus avus
- Trycherus bancoensis
- Trycherus basilewaskyi
- Trycherus bifasciatus
- Trycherus bipunctatus
- Trycherus bomansi
- Trycherus brinae
- Trycherus burgconi
- Trycherus cantaloubei
- Trycherus castaneus
- Trycherus centurio
- Trycherus chopardi
- Trycherus ciliatipes
- Trycherus conradti
- Trycherus convexus
- Trycherus decellei
- Trycherus descarpentriersi
- Trycherus donckieri
- Trycherus dubius
- Trycherus elegans
- Trycherus elongatus
- Trycherus endroedium
- Trycherus erotyloides
- Trycherus fasciatus
- Trycherus fenestratus
- Trycherus flavipes
- Trycherus frater
- Trycherus fryanus
- Trycherus gerstaeckeri
- Trycherus ghanensis
- Trycherus gigas
- Trycherus gracilipes
- Trycherus hiekei
- Trycherus hydroporoides
- Trycherus imperator
- Trycherus josephus
- Trycherus kenyanus
- Trycherus kiloensis
- Trycherus kinduensis
- Trycherus lamottei
- Trycherus latens
- Trycherus lateralis
- Trycherus latus
- Trycherus lobiventris
- Trycherus longanimis
- Trycherus lootensi
- Trycherus maculatus
- Trycherus m-flavus
- Trycherus minor
- Trycherus mocquerysi
- Trycherus nigromaculatus
- Trycherus nitidus
- Trycherus oberthuri
- Trycherus occultus
- Trycherus ornatus
- Trycherus ovatus
- Trycherus rex
- Trycherus royi
- Trycherus rufocinctus
- Trycherus rugicollis
- Trycherus satrapes
- Trycherus senegalensis
- Trycherus sexpunctatus
- Trycherus spinipes
- Trycherus stanleyi
- Trycherus stigmaticus
- Trycherus stroheckeri
- Trycherus triplex
- Trycherus unifasciatus
- Trycherus virilis